# Thiruvarur
Thiruvarur là một thành phố và khu đô thị của quận Thiruvarur thuộc bang Tamil Nadu, Ấn Độ.

## Địa lý
Thiruvarur có vị trí 10°46′B 79°39′Đ / 10,77°B 79,65°Đ Nó có độ cao trung bình là 3 mét (9 feet).

## Nhân khẩu
Theo điều tra dân số năm 2001 của Ấn Độ, Thiruvarur có dân số 56.280 người. Phái nam chiếm 51% tổng số dân và phái nữ chiếm 49%. Thiruvarur có tỷ lệ 81% biết đọc biết viết, cao hơn tỷ lệ trung bình toàn quốc là 59,5%: tỷ lệ cho phái nam là 85%, và tỷ lệ cho phái nữ là 76%. Tại Thiruvarur, 10% dân số nhỏ hơn 6 tuổi.